# Филадельфия (ролл)
Ролл «Филадельфия» — разновидность суши, обычно сделанные из копченого лосося, сливочного сыра и огурца. Они также могут включать в себя другие ингредиенты, такие как другие виды рыбы, авокадо, зелёный лук и семена кунжута.

## Этимология
Название ролла «Филадельфия» происходит от бренда сливочного сыра Филадельфия.